# Top Gun Anthem
Top Gun Anthem é um rock instrumental composta por Harold Faltermeyer e pelo guitarrista estadunidense Steve Stevens para ser o tema do filme Top Gun (1986)- Ases Indomáveis.
Em 1987, ela ganhou o Grammy Awards (Categoria: Melhor Performance de Pop Instrumental)
Em 2008, ela foi incluída num pacote de downloads de músicas para o jogo Guitar Hero III: Legends of Rock.

## Prêmios e Indicações
| Ano  | Indicação                         | Resultado | Ref.  |
| ---- | --------------------------------- | --------- | ----- |
| 1986 | Best Pop Instrumental Performance | Venceu    | [ 3 ] |